# Ascension droite
En astronomie, l'ascension droite, notée ad, AD, AD (en français) ou RA (en anglais, pour right ascension), est l'un des deux termes associés au système de coordonnées équatoriales, l'autre étant la déclinaison. Elle est l'équivalent sur la sphère céleste de la longitude terrestre.

Tout comme la longitude d'un lieu mesure l'angle entre le méridien de ce lieu et un méridien de référence, appelé aussi premier méridien, l'ascension droite d'un astre mesure l'angle entre le cercle horaire de cet astre et un cercle horaire de référence. Tandis que la longitude sur la Terre est mesurée vers l'est ou vers l'ouest, l'ascension droite est toujours mesurée dans le sens direct, c'est-à-dire en sens croissant vers l'est.
De même que l'intersection entre le méridien de Greenwich et l'équateur sert de point d'origine pour la longitude terrestre, il existe un point d'origine pour l'ascension droite. Ce point, appelé point vernal et noté g ou γ, est un des deux points où l'équateur céleste et l'écliptique se croisent et le cercle horaire passant par ce point est le cercle horaire de référence (ce cercle, ainsi que celui qui partage son diamètre ou axe Nord-Sud et décalé de 90°, portent le nom particulier de colures, colure des équinoxes (ou équinoxial) et colure des solstices (ou solsticial)). Le passage du soleil par ces deux points de croisement correspond aux équinoxes. Le point vernal γ correspond à la position du soleil lors de l'équinoxe de mars (début du printemps dans l'hémisphère nord, de l'automne dans l'hémisphère sud).
L'ascension droite se mesure toujours sous la forme d'un angle exprimé en heures (h), minutes (m), secondes (s),
une heure étant équivalente à 15 degrés. L'ascension droite varie donc de minuit à minuit.
L'ascension droite permet ainsi de déterminer facilement combien de temps (en temps sidéral) il faudra à un astre pour atteindre un certain point dans le ciel.
Par exemple, si une étoile d'ascension droite 01:30:00 est au méridien, il faudra 18 h 30 à une autre étoile d'ascension droite 20:00:00 pour être au méridien (20 heures - 1 h 30).
L'ascension droite n'est pas le seul angle qui ait été utilisé pour repérer la position des astres. En astronomie chinoise par exemple, c'est le ruxiu du qui était utilisé, où le point de référence n'était pas le point vernal, mais un ensemble de 28 points répartis sur l'équateur céleste, le point de référence choisi pour une mesure donnée étant déterminé par la région du ciel où se situait l'astre (sa loge lunaire).

## Unités
L'heure d'ascension droite est une unité de mesure d'angle plan et vaut 360°/24 = 15°.
La minute d'ascension droite est sa subdivision et vaut 1/60 heure d'ascension droite, soit 1/4 degré ou encore 15 minutes d'arc.
De même la seconde d'ascension droite vaut 1/60 minute d'ascension droite = 1/3 600 heure d'ascension droite = 1/240 degré = 1/4 minute d'arc = 15 secondes d'arc.
De même la tierce d'ascension droite vaut 1/60 seconde d'ascension droite = 1/216 000 heure d'ascension droite = 1/14 400 degré = 1/4 seconde d'arc = 15 tierces d'arc. Cette dernière unité est assez peu utilisée.
Les minutes ou les secondes d'ascension droite sont ainsi distinctes des minutes ou secondes d'un arc. Les heures, minutes et secondes d'ascension droite ne sont employées que dans le cas de la longitude céleste. Les degrés, minutes et secondes d'arc sont utilisés pour mesurer un angle quelconque. En règle générale, l'évocation de secondes (respectivement de minutes) quand on parle d'angles renvoie aux secondes d'arc (respectivement aux minutes d'arc), sauf précision contraire.